# کتنیس
کتنیس (به انگلیسی: Kettenis) یک روستا در بلژیک است که در شهرداری اوپن واقع شده است.